# Mac Wilkins
Pour les articles homonymes, voir Wilkins.
Malcolm Maurice Wilkins dit Mac Wilkins, né le 15 novembre 1950 à Eugene, est un athlète américain, spécialiste du lancer du disque.

## Biographie
Sa carrière d'athlète dure 23 ans et est riche de quatre sélections olympiques et de quatre records du monde.
Diplômé de l'Université d'État de l'Oregon en 1973, Wilkins établit ses meilleurs résultats personnels à 20,75 m au lancer du poids, à 70,98 m au disque, 62,65 m au marteau et 77,20 m au javelot. Premier homme à dépasser 70m le 1er mai 1976.
Wilkins, lors des Jeux olympiques de 1976, remporte la médaille d'or après avoir établi le record olympique du lancer du disque à 67,50 m lors des épreuves préliminaires.
Il obtient l'argent au lancer du disque aux Jeux olympiques de 1984 avec un jet à 66,30 m.

### Palmarès
| Date | Compétition        | Lieu        | Résultat | Performance |
| ---- | ------------------ | ----------- | -------- | ----------- |
| 1976 | Jeux olympiques    | Montréal    | 1er      | 67,50 m     |
| 1979 | Jeux panaméricains | San Juan    | 1er      |             |
| 1984 | Jeux olympiques    | Los Angeles | 2e       | 66,30 m     |
| 1988 | Jeux olympiques    | Séoul       | 5e       | 65,90 m     |

### Records
| Épreuve          | Performance | Lieu     | Date           |
| ---------------- | ----------- | -------- | -------------- |
| Lancer du disque | 70,98 m     | Helsinki | 9 juillet 1980 |